# Ideopsis scrobia
Ideopsis scrobia är en fjärilsart som beskrevs av Van Eecke 1915. Ideopsis scrobia ingår i släktet Ideopsis och familjen praktfjärilar. Inga underarter finns listade i Catalogue of Life.